# Fritz Horn (Schauspieler)
Fritz Horn (25. Januar 1887, Prag – 29. Oktober 1974, Wien) war ein österreichischer Schauspieler, der u. a. bei den Salzburger Festspielen und am Burgtheater spielte.

## Leben
Bei den Salzburger Festspielen debütierte er 1931 als Fernandos Diener in Goethes Stella, in Max Reinhardts Inszenierung des Jedermann verkörperte er von 1933 bis 1937 den Armen Nachbarn. Der ehemalige Offizier der k. u. k. Armee wurde 1939 verhaftet und 1941 ins Konzentrationslager Sachsenhausen gebracht, wo er dreieinhalb Jahre verbrachte. 1943 wurde er ins KZ Natzweiler-Struthof verbracht, 1944 im Zuge der ‚Evakuierungsmaßnahmen’ weiter verschleppt und schließlich durch die Alliierten 1945 im KZ Dachau befreit.
1947 übernahm er wiederum die Rolle des Armen Nachbarn in Helene Thimigs Jedermann-Neuinszenierung in Salzburg. In den 1950er Jahren war er am Burgtheater engagiert, mit diesem Ensemble gastierte er u. a. auch bei den Bregenzer Festspielen. Bei der Festaufführung von König Ottokars Glück und Ende zur Wiedereröffnung des Burgtheaters im Oktober 1955 wirkte Horn als 2. Diener Ottokars mit. In der Nachkriegszeit trat er auch in einigen Filmen auf, zuletzt 1966 in Paris ist eine Reise wert mit Gus Backus.

## Filmografie
- 1948: Rendezvous im Salzkammergut
- 1948:  Arlbergexpreß
- 1949: Lambert fühlt sich bedroht
- 1966: Paris ist eine Reise wert – Regie: Paul Martin – Fernsehfilm